# Екранні сувеніри
«Екранні сувеніри» (англ. Screen Souvenirs) — американський короткометражний фільм кінокомпанії Paramount Pictures 1932 року. У 1932 році фільм був номінований на премію «Оскар» за найкращий ігровий новаторський короткометражний фільм.

## Сюжет
Фільм включає в себе кадри як епохи німого кіно, так і епохи кінематографа вже звукового. В цілому, у фільмі близько 25 епізодів, розділених на чотири серії.